# Mary Rogers (pittrice)
Mary Rogers (7 maggio 1882 – New York, 1920) è stata una pittrice statunitense.
Le sue tele sono nature morte, miniature, paesaggi naturali e scorci di New York realizzati ad olio o acquerello. Robert Henri ha definito Rogers "un'abile e importante artista", e ammirava gli aspetti "spirituali" della sua tecnica.

## Biografia

### Primi anni di vita e formazione

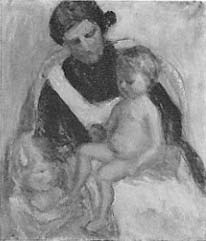
Fotografia in bianco e nero del ritratto (ca. 1910-3) di Mary Rogers esposto in occasione dell'Armory Show

Mary Rogers è nata il 7 maggio 1882 a Pittsburgh (secondo altre fonti a Louisville). Lei e sua sorella Catherine hanno vissuto per un certo periodo a Pittsburgh, in Pennsylvania. Mary ha studiato nella locale School of Design ed è divenuta membro della Arts Students League. Mary Rogers ha studiato con Robert Henri a New York e in Francia. Durante un viaggio in Europa nel 1907, ha anche lavorato a Parigi con Lucien Simon ed Émile-René Ménard, e a Londra con Frank Brangwyn. Le due sorelle hanno fatto numerosi viaggi negli Stati Uniti e in Europa.

### Carriera
Mary Rogers ha cofondato e diretto assieme ad altri la Society of Independent Artists, nata nel 1916. Ha partecipato all'Exhibition of Independent Artists, organizzata da artisti come Robert Henri. Particolarità dell'evento è stata il numero per l'epoca elevato di artiste donne che hanno esposto le loro opere: infatti, fra i 97 artisti presenti, 28 di esse erano persone di sesso femminile. Un ritratto di Mary Rogers, che è stato valutato 150 dollari statunitensi, è stata una delle tele esposte in occasione della mostra Armory Show (1913). Le creazioni della pittrice nuovaiorchese sono state esibite anche in occasione dell'Esposizione internazionale Panama-Pacifico di San Francisco (1915) e nella National Academy of Design. Secondo quanto riporta la sorella Catherine, Rogers era molto auto-critica, e avrebbe distrutto due terzi delle opere che aveva realizzato durante l'estate prima della sua morte.

### Morte
Mary Rogers è spirata nel 1920 a New York.
Non molto tempo dopo la sua morte, un gran numero delle sue opere sono state esposte durante una rassegna al Brooklyn Museum. Nel 1921, grazie al supporto della Society of Independent Artists, è stata organizzata una Mary Rogers Memorial Exhibition nel Waldorf-Astoria Hotel di New York.